# Цыпченко, Дмитрий Олегович
Дмитрий Олегович Цыпченко (род. 29 июня 1999, Воронеж) — российский футболист, нападающий. Мастер спорта России (2025).

## Биография
Воспитанник СДЮСШОР № 14 "Кристалл" Воронеж. Первый тренер - Ковалик Петр Дмитриевич.
Ездил на первенство России, играя за сборную Воронежа - «Факела». В возрасте 15 лет перешел в академию «Чертаново».
Дебютировал в первенстве ПФЛ в сезоне 2016/17 в котором забил 2 мяча.
Летом 2020 года, перешёл в «Крылья Советов».
По окончании сезона 2020/21 стал чемпионом ФНЛ.
30 июля 2021 года дебютировал в РПЛ, выйдя на замену и отыграв 8 минут.
14 сентября 2022 года в матче против «Зенита» (2:0) забил первый мяч и стал лучшим бомбардиром «Крыльев Советов» (7 мячей) в розыгрышах Кубка России.

## Статистика выступлений
| Выступление      | Выступление      | Выступление      | Лига | Лига | Кубки | Кубки | Итого | Итого |
| Клуб             | Лига             | Сезон            | Игры | Голы | Игры  | Голы  | Игры  | Голы  |
| ---------------- | ---------------- | ---------------- | ---- | ---- | ----- | ----- | ----- | ----- |
| Чертаново        | ПФЛ              | 2016/17          | 19   | 2    | 0     | 0     | 19    | 2     |
| Чертаново        | ПФЛ              | 2017/18          | 17   | 7    | 1     | 1     | 18    | 8     |
| Чертаново        | ФНЛ              | 2018/19          | 23   | 4    | 1     | 0     | 24    | 4     |
| Чертаново        | ФНЛ              | 2019/20          | 16   | 5    | 1     | 1     | 17    | 6     |
| Чертаново        | Итого            | Итого            | 75   | 18   | 3     | 2     | 78    | 20    |
| → Чертаново-2    | ПФЛ              | 2018/19          | 5    | 4    | —     | —     | 5     | 4     |
| → Чертаново-2    | Итого            | Итого            | 5    | 4    | —     | —     | 5     | 4     |
| Крылья Советов   | ФНЛ              | 2020/21          | 25   | 2    | 4     | 3     | 29    | 5     |
| Крылья Советов   | РПЛ              | 2021/22          | 22   | 0    | 2     | 3     | 24    | 3     |
| Крылья Советов   | РПЛ              | 2022/23          | 25   | 3    | 7     | 4     | 32    | 7     |
| Крылья Советов   | РПЛ              | 2024/25          | 16   | 1    | 4     | 1     | 20    | 2     |
| Крылья Советов   | Итого            | Итого            | 88   | 6    | 17    | 11    | 105   | 17    |
| Всего за карьеру | Всего за карьеру | Всего за карьеру | 168  | 28   | 20    | 13    | 188   | 41    |

## Достижения
«Чертаново»
- Победитель ПФЛ (зона «Запад»): 2017/18
- Бронзовый призёр ФНЛ: 2019/20
- Итого : 1 трофей

«Крылья Советов»
- Победитель ФНЛ: 2020/21
- Финалист Кубка России: 2020/21
- Итого : 1 трофей